# Affaissement et effondrement miniers
 (mars 2020).
Les informations dans cet article sont mal organisées, redondantes, ou il existe des sections bien trop longues. Structurez-le ou soumettez des propositions en page de discussion.
Avec le temps, il arrive que le contenu présent dans un article devienne désordonné. Il est souvent nécessaire de réorganiser l'article de fond en comble.
- Il faut tout d’abord répartir le contenu de l'article en plusieurs sections. Les informations doivent ensuite être exposées clairement et le plus synthétiquement possible, regroupées par sujet afin d'éviter les doublons. Quelqu'un cherchant une information précise doit pouvoir la trouver rapidement en lisant la section appropriée.
- À l'intérieur de chaque section, le texte, souvent initialement sous la forme de phrases éparses, doit être regroupé dans des paragraphes de quelques lignes, en assurant un enchaînement logique et une cohérence entre les phrases.
- Lorsque l'article ou l'une de ses sections développe trop longuement un point qui n'est pas dans le cœur du sujet traité, il convient de faire une synthèse et de transférer l'ancien contenu dans des articles plus appropriés (en cas de transfert, il faut impérativement respecter la procédure Aide:Scission).

Si vous pensez que ces points ont été résolus, vous pouvez retirer ce bandeau et améliorer le plan d'un autre article.
Pour les articles homonymes, voir Effondrement (homonymie).
Les affaissements et effondrements miniers sont des phénomènes mécaniques résultant des comblements spontanés ou provoqués des vides souterrains laissés par l'exploitation minière. Ils peuvent être causés par des techniques d'exploitation comme le foudroyage ou, après la fermeture de la mine, faire partie des séquelles de la désindustrialisation.

## Éléments de définition

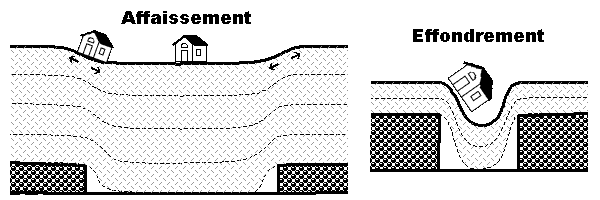
Schéma expliquant la différence entre affaissement minier et effondrement.

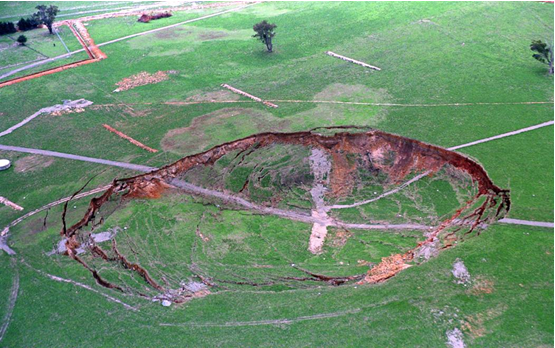
Effondrement minier survenu sur la mine d'Elura située à 600 km à l'ouest-nord-ouest de Sydney, en Australie, découverte dans les années 1970. Les mineurs y extrayaient de l'or, de l'argent, de l'ilménite, du leucoxène, du zircon, du cuivre, du zinc et du plomb. L'effondrement s'est heureusement produit peu de temps après le retrait des mineurs (et du matériel de chantier).

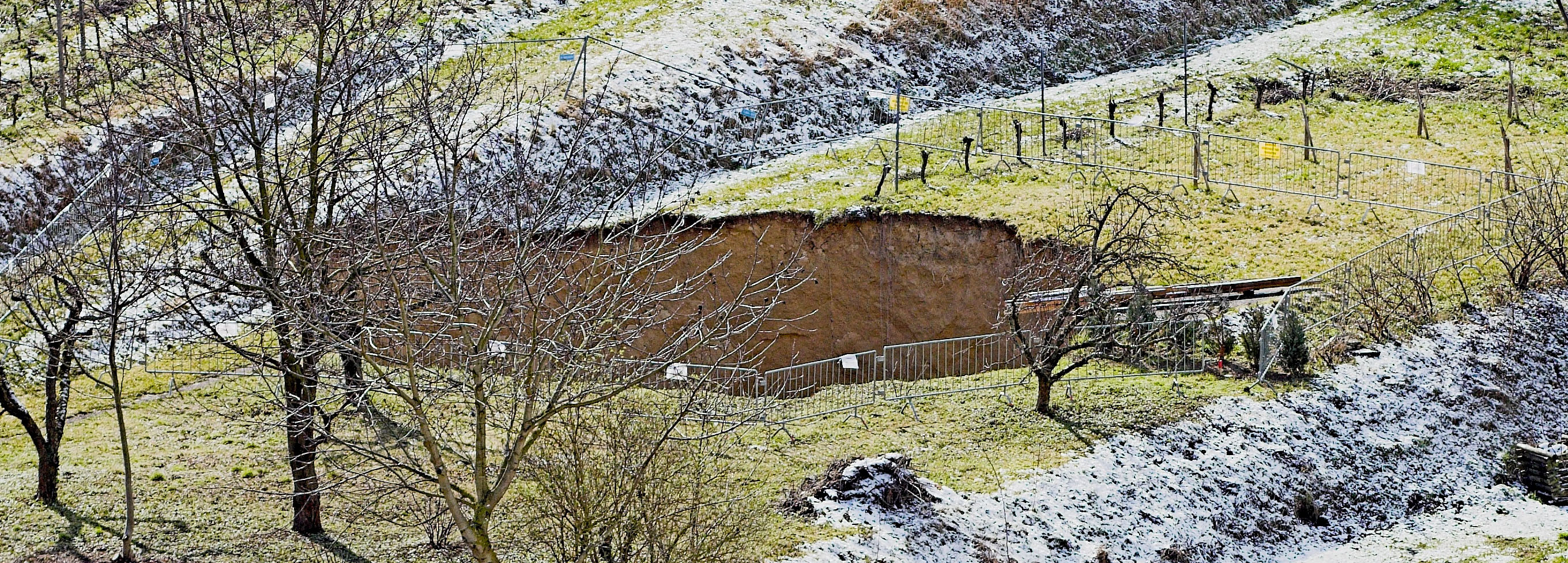
Autre exemple (cratère d'environ 20 m de diamètre et de 25 m de profondeur apparu à la suite de l'effondrement d'un tunnel de l'ancienne mine d'Herbolzheim (Bade-Wurtemberg) en Allemagne.

Ces comblements conduisent à deux types de désordres en surface :
- des affaissements, sans ouverture de cavité en surface ;
- des effondrements dans le cas contraire.

### Le phénomène d'affaissement
L'affaissement est relativement lent et progressif (pouvant durer des décennies). Il se produit lorsque les terrains sont plutôt plastiques et que la profondeur d'exploitation est importante par rapport à l'épaisseur de la taille. Il résulte le plus souvent d'un choix délibéré d'exploitation (méthode dite « du foudroyage » (exploitation totale du minerai à l’aide d’un coffrage marchant). Ce phénomène est par exemple observé à grande échelle dans le bassin minier du Nord-Pas-de-Calais.

### Le phénomène d'effondrement
L'effondrement est au contraire plus rapide, voire brutal. Il se traduit en surface par une variation instantanée de la topographie locale (cuvette d’affaissement), voire — lorsque la profondeur de l’excavation est faible relativement à son épaisseur — à un trou béant en surface qualifié de « fontis » (à ne pas confondre avec les dolines qui sont dues à un phénomène naturel de dissolution karstique).
L’effondrement peut être délibéré mais il est généralement la conséquence accidentelle de l’évolution des chambres à piliers après l’abandon de l’exploitation (cas de certaines mines lorraines ou des carrières souterraines de craie en Normandie par exemple). La capacité de résistance des piliers se dégrade en effet sensiblement à long terme : leur aire de soutènement peut diminuer par écaillement et leurs propriétés mécaniques peuvent changer en présence d'eau. Selon l'Ineris , en France, les piliers et cavités souterraines situés au niveau de la battance du plafond de la nappe pourraient être rendus plus vulnérables dans un futur proche, à cause des dérèglements climatiques qui selon les météorologues induiront des pluies plus fortes et fréquentes en hiver, et des sécheresses plus fréquentes en été.
Pour les populations touchées et sur le moment, un effondrement peut être confondu avec un tremblement de terre. Les sismographes et l'identification de l'épicentre permettent de les différencier des vrais séismes. le BRGM a listé les « faux séismes » survenus en France. Ils sont souvent dû à des affaissements miniers. Il peut être accompagné d'un séisme induit (autrefois dénommé pseudoséisme).
L'effondrement peut intervenir par rupture brusque du toit de l'exploitation.
Il peut se produire longtemps après la fin de l'exploitation (comme avec l'« effondrement tardif » du Petit Clos près de Saint-Étienne qui s'est produit plus de cent ans après l'exploitation de couches situées à moins de 100 mètres de profondeur, avec dans ce cas, en outre, un feu de mine (combustion du charbon dans des cavités abandonnés). Des effondrements et affaissements sont fréquents dans tous les types de mines au-dessus de cavités anciennes ou récentes, ou de cavités naturelles, mais les feux de mines aussi appelés feux de « vieux travaux » sont plus rares et spécifiques des gisements d'hydrocarbures.

### Le fontis
Le fontis est l'apparition soudaine, en surface terrestre, d'un entonnoir de quelques mètres de rayon et quelques mètres de profondeur. Les dimensions du fontis dépendent de l'importance du vide et de la nature des terrains qui le séparent de la surface. Le fontis fait suite à une dégradation progressive de la voûte d'une galerie qui remonte peu à peu dans le recouvrement, jusqu'à percer au jour. Le fontis ne se produira pas si la galerie est suffisamment profonde, car le foisonnement des blocs du toit vient combler le vide avant qu'il n'atteigne la surface. Le risque de fontis peut également être écarté si un banc épais et résistant arrête la dégradation progressive.

### L'affaissement progressif
L'affaissement progressif peut survenir au-dessus d'une exploitation par chambres et piliers. Il se traduit par la formation en surface d'une cuvette de quelques dizaines à quelques centaines de mètres de diamètre. Au centre de la cuvette les terrains descendent verticalement. Sur les bords, les terrains se mettent en pente avec un étirement sur les bords extérieurs (ouverture de fractures) et un raccourcissement sur les bords intérieurs (apparition de bourrelets).
L'affaissement de la surface se produit généralement progressivement en quelques jours ou en quelques mois selon une dynamique propre au contexte minier et géologique.
Les bâtiments en surface sont sensibles à la mise en pente des terrains ainsi qu'aux effets d'extension dans la zone d'étirement et de compression dans la zone de raccourcissement.
Les effets sont d'autant plus élevés que l'amplitude de l'affaissement au centre de la cuvette est grande et que la profondeur des travaux miniers est faible.
Les bâtiments sont d'autant plus vulnérables qu'ils sont longs et élancés.

### L'effondrement brutal
Dans certains cas, la ruine de l'édifice minier ne se fait pas progressivement mais on observe l'effondrement en bloc de l'ensemble des terrains compris entre le fond et la surface. L'effondrement de la surface se produit alors de manière dynamique, en quelques secondes. Une forte secousse tellurique est ressentie. Les bords de la zone affectée sont plus abrupts que dans le cas de la cuvette d'affaissement, des crevasses ouvertes y apparaissent.
Pour qu'un effondrement brutal se produise, deux conditions au moins doivent être remplies :
- les travaux du fond doivent être très fragiles (fort taux de défruitement, piliers élancés) : ceci constitue le critère géométrique ;
- un banc épais et résistant doit exister dans le recouvrement. La rupture de ce banc qui protégeait les piliers du poids des terrains déclenche le processus d'effondrement. Ceci constitue le critère géologique.

## Prévention et gestion des risques
Le risque d'effondrement brutal est jugé relativement stabilisé dans les bassins houillers français, sans certitude absolue, mais les mouvements de terrain dans les bassins ferrifères peuvent encore se produire. Ils constituent donc des risques que l'État doit gérer en prenant différents types de mesures.
- Des mesures préventives de surveillance et de maîtrise de l'urbanisme. L'INERIS a instrumenté de nombreux capteurs entre 2005 à 2008 une carrière souterraine de sel exploitée par dissolution du sel par l'eau et destinée à un effondrement volontaire, près de Nancy en France. Il s'agit de repérer les signes précurseurs de l'effondrement d'une grande cavité (ici située à moins de 200 m de profondeur et mesurant 150 à 160 m de diamètre et une hauteur d'environ 50 m), pour ailleurs mieux les détecter[5].
- Des mesures d'information des élus et du public. Depuis 2016, en application de la loi Alur, des  « secteurs d'information sur les sols (SIS) » doivent être mis en place par département, sous l'égide des préfets et selon une procédure cadrée par un décret [6], pris en application de la loi Alur[7].

## Situations locales

### En France

#### Bassin houiller du Nord-Pas-de-Calais
L'exploitation houillère a duré plus de 270 ans ; du premier puits ouvert en 1620 (dans le Boulonnais) à la production industrielle massive des années 1720 à 1990. Elle a concerné des veines épaisses de quelques mètres au maximum, et souvent à grande profondeur (plusieurs centaines de mètres). On estime qu'environ 2,3 milliards de tonnes de charbon ont été ainsi extraites de ce bassin, laissant des cavités plus ou moins importantes sous environ 280 communes (122 dans le Nord et 158 dans le Pas-de-Calais) .
Sauf très localement, dans quelques exploitations en galeries soutenues par des piliers épargnés, la méthode d’exploitation consistait à enlever tout le charbon facilement disponible. Les galeries étaient initialement remblayées (jusqu’en 1930), période à partir de laquelle les galeries ont été traitées selon la technique du foudroyage, plus rapide et bien moins coûteuse que le remblayage. On laissait simplement s'affaisser le plafond des galeries après enlèvement de leur soutènement. Selon la DRIRE, l'essentiel des mouvements de sol (retrait - gonflement des sols) étaient stabilisés cinq ans après l’arrêt des travaux, ce que semblent confirmer les relevés topographiques faits dans les années 1990.
Au-dessus des grandes zones d'effondrement, de vastes cuvettes se sont constituées, atteignant jusqu'à 17 mètres de profondeur (en règle générale, on estime que l'affaissement total atteint 80 % des épaisseurs cumulées des différentes veines exploitées) au-dessus des veines exploitées.
Ces déformations sont si larges qu'elles n'ont pas eu de conséquences majeures sur les constructions (habitations, ouvrages d'art, etc.) situées au cœur des zones d'affaissement. Mais en périphérie, au contraire, des mouvements de bascule et de traction ainsi que l'étirement des sols ont entraîné de graves dommages et souvent la ruine des structures bâties. Les canalisations ont été touchées aussi (certains réseaux d'assainissement ont même vu une inversion de leur sens d'écoulement, et se sont rompus, aggravant la pollution du sous-sol et de la nappe phréatique de l'ancien bassin minier du Nord et du Pas-de-Calais, notamment par les nitrates. Cela d'autant plus que, conscientes de la vulnérabilité des réseaux et de leur manque d'efficacité en de pareilles circonstances, les compagnies minières s'étaient souvent dispensées d'en construire (hors centres urbains).
Les puits ont théoriquement tous été remblayés. Mais des « bouchons » de remblais s'effondrent parfois, notamment à la suite de la remontée de la nappe. Ils sont alors stabilisés par injection de béton à la base du cône d'effondrement. Quatorze des 600 puits répertoriés dans ce bassin se sont ainsi effondrés, sans victimes à ce jour. 10 à 15 % des puits sont situés sous des zones aujourd'hui habitées et 200 environ ne sont pas géoréférencés avec exactitude, à cause de pertes d'archives (« Certains sont remblayés depuis le XVIIIe siècle, les plans dont nous disposons pour les situer sont très approximatifs.».
D'une façon générale, les affaissements miniers sont à l'origine de modifications irréversibles des écoulements de surface qui ont nécessité la construction de stations de relevage des eaux usées et pluviales. Cette situation a compliqué le développement urbain puisque les populations sont exposées aux inondations en cas de défaillance des équipements.
Tout au début du XXIe siècle, Charbonnages de France gérait encore 54 stations de dénoiement par relevage des eaux. Les problèmes hydrauliques dans l'ancien Bassin minier du Nord-Pas-de-Calais sont encore suffisamment présents pour que le schéma directeur d'aménagement et de gestion des eaux (SDAGE) lui consacre un volet spécifique. Il s'agit à la fois de préoccupations liées aux affaissements miniers, eaux de surface (postes de relèvements) et « remontée » de nappe phréatique mais également de préoccupations liées à la mise en communication de la nappe du carbonifère avec la nappe phréatique de la craie.

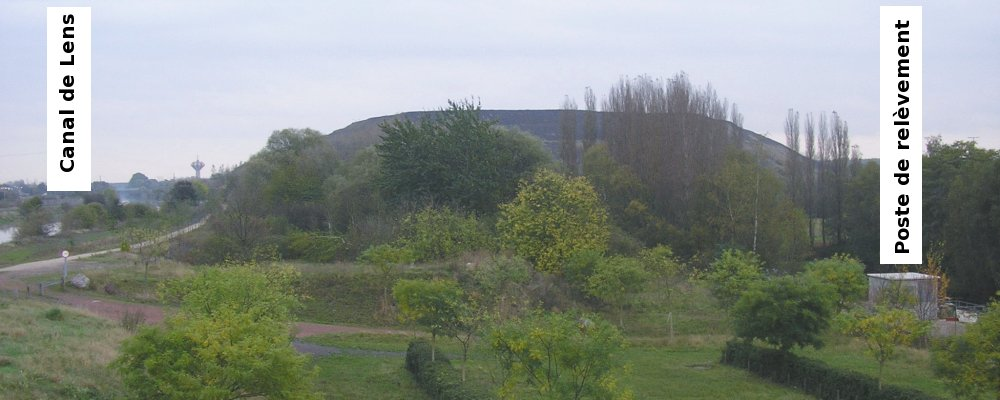
Noyelles-sous-Lens, la station de relèvement en bordure du canal de Lens.

À titre d'exemple, à Noyelles-sous-Lens, il a fallu rehausser plusieurs fois les berges du canal de Lens (la Deûle) pour maintenir son écoulement en dépit des affaissements miniers. Les terrains voisins sont désormais six mètres en dessous du niveau du canal. Une station de relèvement a dû être construite ; elle pompe non seulement les eaux pluviales qui n'ont plus d'exutoire gravitaire, mais aussi la nappe phréatique aujourd'hui résurgente dans ce secteur et donc source potentielle d'inondation elle aussi.
La situation est identique sur l'autre rive, à Loison-sous-Lens où existe un autre poste de relèvement.

#### Bassin ferrifère de Lorraine
L'exploitation minière (environ 800 millions de tonnes extraites de 1856 à 2004 est désormais terminée, mais elle a laissé, du fait de la méthode employée « par chambres et piliers » de grands volumes de galeries abandonnées (environ 200 millions de m3 de vides résiduels).
Ces galeries et cavités se trouvent à des profondeurs variant, selon les zones de quelques mètres à près de deux cents mètres de profondeur. La nappe remontante les ennoie progressivement depuis l'arrêt des pompages d'exhaures (en 2006).
La méthode d'exploitation était basée sur le principe que, en laissant des piliers de dimensions suffisantes, ces piliers seraient capables de résister dans le temps, sans s'effondrer. Les experts de l'époque avaient cependant sous-estimé la perte de résistance de ces piliers dans le temps.
Des sinistres récents, à partir de 1996 à Auboué notamment, ont amené à reconsidérer complètement le problème et à étudier le risque de mouvements et affaissements de terrain.
Des études menées depuis 1997 ont permis de caractériser plusieurs types de risques.[Lesquels ?]

### En Belgique
L'exploitation du charbon en Belgique remonte au Moyen Âge pour les bassins du Borinage et de Liège. À partir du XVIIIe siècle et jusqu'à la seconde moitié du XXe siècle, le charbon est extrait dans les bassins du Borinage, du Centre, de Charleroi-Basse Sambre et de Liège. En Flandre, le charbon est extrait à partir de 1907 dans la Campine limbourgeoise. L'exploitation cesse de manière générale dans les années 1950-1960 et définitive en 1984 en Wallonie et en 1992 en Flandre.
Durant leur période d'activité, ces charbonnages ont un impact important sur la surface, causant de nombreux « dégâts miniers ». L'affaissement de terrain constitue le type de « dégât minier » qui suscite le plus de réaction de la part des habitants de la surface, notamment à cause des dommages causés par ces affaissements aux terrains et aux constructions.
Les personnes lésées peuvent recourir aux tribunaux civils pour régler le différend qui les lient aux charbonnages. Les charbonnages, soit par conciliation, soit par contrainte juridique, sont tenus de réparer financièrement ou physiquement les dégâts causés par leur activité extractive. Toutefois, en 1934, la situation change.
En 1934, la ville de Gosselies est déclarée sinistrée à la suite des affaissements causés par le Charbonnage du Grand-Conty et Spinois. Les deux tiers des bâtiments de la ville sont déclarés comme sévèrement endommagés et menaçant ruines. Le charbonnage se trouve dans l'incapacité de payer le montant des dommages. L'État décide d'assurer une grande partie des dédommagements afin de faire face à cette catastrophe.
La catastrophe de Gosselies se trouve à l'origine de la création du Fonds national de garantie pour la réparation des dégâts houillers et de la prise en charge par l'État belge de la question des affaissements de terrains et des « dégâts miniers ».
La loi du 12 juillet 1939 institue un Fonds national de garantie pour la réparation des dégâts houillers « destiné exclusivement à pourvoir, en cas d’insolvabilité des concessionnaires de mines de charbon, à l’exécution des obligations qui leur incombent en vertu de l’article 58 des lois sur les mines, minières et carrières, coordonnées par l’arrêté royal du 15 septembre 1919 ». Le Fonds de garantie est un établissement d’utilité publique géré par un conseil d’administration. La moitié de ses membres sont nommés par les concessionnaires, l’autre moitié par le ministre chargé des mines. Ce ministre préside le conseil et est assisté dans ses décisions par un comité permanent des dommages miniers.
Ce fonds est alimenté par les concessionnaires des charbonnages en fonction de leur production. Neuf dixièmes de leurs contributions alimentent leur compte personnel (dit Fonds A), le dernier dixième est versé dans un compte commun (dit Fonds B) qui intervient si le fonds A s’avère insuffisant. Le Fonds national de garantie pour la réparation des dégâts houillers intervient dans les demandes d’indemnisation si la concession responsable des dommages a participé à l’alimentation du fonds pendant au moins trois ans et si cette concession a cessé ses activités extractives sur le site concerné.
Les compétences du Fonds national de garantie sont transférées en 1947 au ministère du Combustible et de l’Énergie. En 1949, le Fonds est transféré au ministère de la Coordination économique. Après la suppression de ce ministère la même année, le Fonds passe au sein du ministère des Affaires économiques.
À cause des événements liés à la Seconde guerre mondiale et à la Reconstruction, le Fonds ne devient véritablement actif qu'à partir de 1952, date à partir de laquelle il est régulièrement alimenté par les charbonnages.
Le Fonds national de garantie pour la réparation des dégâts houillers est supprimé le 31 décembre 1997.
Les archives relatives à ces thématiques ont fait l'objet d'une recension dans le guide Garden des Archives de l'État en Belgique (Guide des archives relatives à l'environnement en Belgique entre 1700 et 1980, produites par les institutions publiques).

### Au Canada

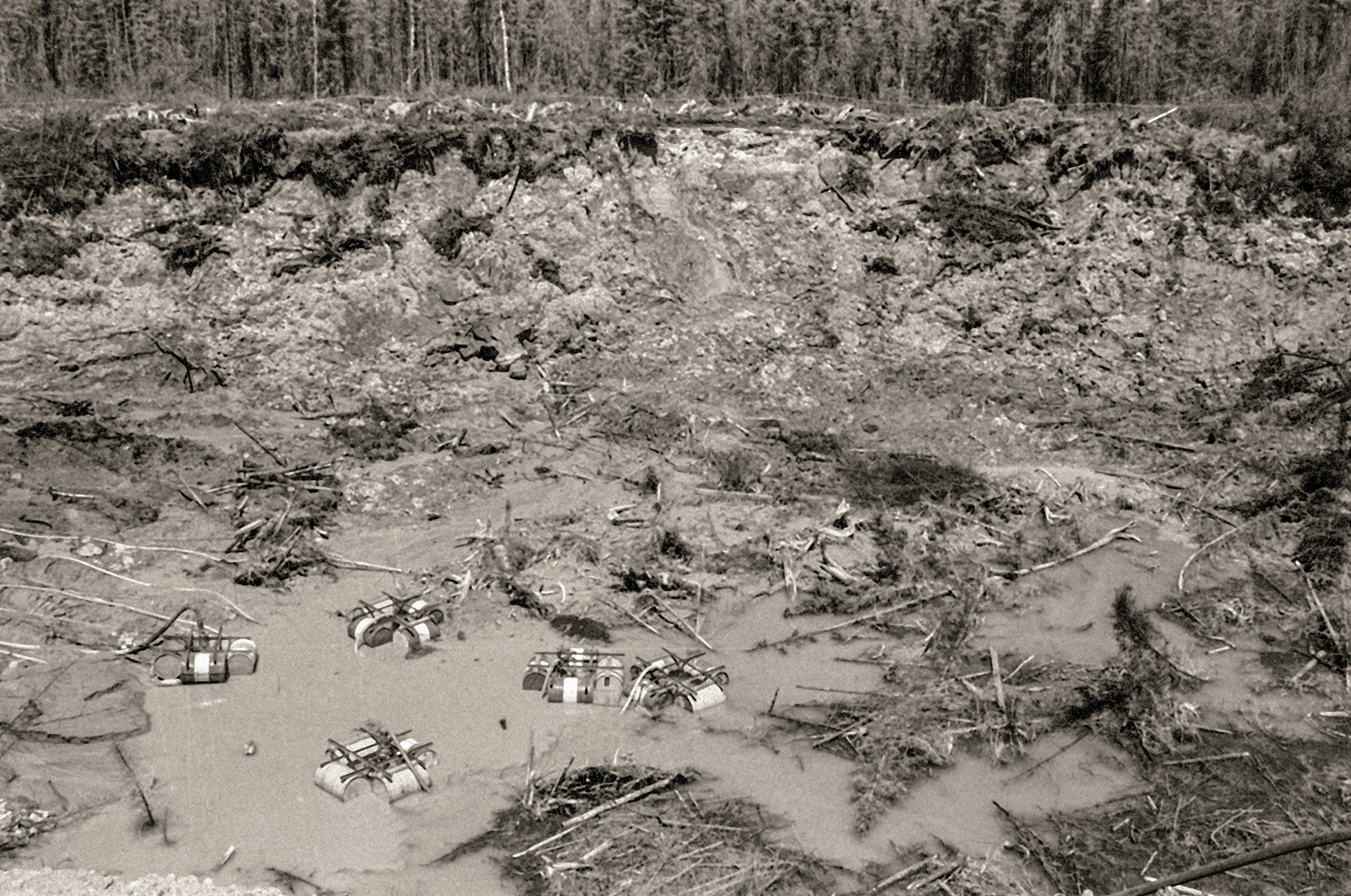
Vue aérienne du trou créé par l'effondrement à la mine Belmoral à Val-d'Or, au Canada.

Le 20 mai 1980, la tragédie de la mine Belmoral cause la mort de huit mineurs à Val-d'Or, dans la région de l'Abitibi-Témiscamingue. Le toit de la mine vers 22 h et provoque des torrents d’eau, de glaise et de débris qui proviennent du marais juste au-dessus de la mine d'or. À la surface, l'effondrement créé un cratère d'environ 100 pieds de diamètre autour de l’entrée du puits. Sous terre, vingt-quatre mineurs sont pris dans les débris. Seize travailleurs réussissent à s'extirper de la marée brune, mais huit autres demeurent coincés et perdent la vie. On estime que si l'accident s'était produit au cours de la journée, le nombre de morts aurait été triplé.

### En Suède
L'exploitation de la mine de Kiruna, devenue sous-terraine, va obliger à déplacer la ville à plusieurs kilomètres de son territoire originel.

## Conséquences

### Effet de l'eau sur la stabilité mécanique des sites miniers à l'abandon
L’exploitation minière exige souvent un pompage d’assèchement (exhaure) pour rabattre la nappe phréatique et éviter l'inondation des galeries et autres excavations.
Au terme de l’exploitation, si l'on ne poursuit pas l’exhaure, le niveau de la nappe remonte jusqu'à trouver un nouvel état d’équilibre hydrogéologique (le temps nécessaire au rééquilibrage du niveau phréatique pouvant varier de quelques mois à quelques décennies, voire plus d'un siècle dans les mines profondes (celles du Nord-Pas-de-Calais par exemple).
L'effet de l'eau sur la stabilité mécanique des exploitations minières abandonnées est complexe, car pouvant se traduire positivement et négativement.
- Une roche saturée en eau perd de sa résistance, dans des proportions variable selon le type de roche (les matériaux siliceux sont généralement plus sensibles à l'eau que les matériaux calcaires). Mais la pression hydrostatique peut aussi jouer un rôle de support du toit (déjaugeage), qui soulage les piliers, à condition que cet effet ne soit pas contrebalancé par la perte de confinement horizontal à l'intérieur des piliers. Le risque est accru lors de la phase transitoire d’ennoyage, durant laquelle de fortes pressions hydrauliques peuvent augmenter sensiblement la fracturation du milieu.
- Quand la nappe remonte dans les réseaux miniers souterrains et le proche sous-sol, elle peut avoir deux effets antagonistes[21] : 
  1. Une aggravation des affaissements observables en surface ;
  2. Un gonflement de certains terrains superficiels (ou de certains substrats plus profonds qui ont été désaturés de leur eau, durant plusieurs décennies en général, voire durant plus d'un siècle). Ce gonflement est toutefois de moindre importance que l'effet d'affaissement (10 % environ de l'effet d'affaissement)[21]. 
Dans un bassin minier comme celui du Nord-Pas-de-Calais, les affaissements de l'après-minier devraient toutefois être bien moins importants (50 cm à environ 1 m en 30 à 50 ans) qu'ils ne l'ont été durant les 150 ans (jusqu'à 20 m) d'activité.

### Dégâts matériels
Toutes les infrastructures locales aériennes (poteaux électrique, routes), terrestres, aquatiques ou souterraines (réseaux de câbles et fibres optiques enterrées, tuyaux d'eau et de gaz, égouts, etc.) sont déstabilisées à des degrés divers.
Les bâtiments en surface sont plus ou moins affectés selon leur type de fondation et la gravité du phénomène. Les dégâts présentent des formes différentes selon qu'ils adviennent sur une zone d'étirement (fentes ouvertes) ou sur une zone de compression (raccourcissement/écrasement).
Plus l'amplitude de l'affaissement au centre de la cuvette est importante, et moins la couche de sous-sol située au-dessus des travaux miniers est épaisse, plus les dégâts seront marqués et importants .

### Formation ou agrandissement de zones humides
De nombreux affaissements deviennent des points bas topographiques qui — sauf pompage et relevage des eaux — peuvent devenir des zones humides d'intérêt écologique.
Ces zones, si elles sont pérennes, sont alimentées passivement (ou activement, dans le cas d'un pompage d'exhaure) par au moins l'une des trois voies suivantes :
- remontée de la nappe, éventuellement à la suite de l'arrêt de pompages ;
- affaissement topographique descendu sous le niveau piézométrique zéro (plafond naturel de la nappe sous-jacente la plus superficielle) ;
- tassement de sols relativement imperméable formant une cuvette conservant l'eau de ruissellement de ce néo-bassin versant.

Ces eaux et zones sont souvent plus vulnérables à diverses pollutions, étant donné leur origine et contexte de fonctionnement écologique, mais elles peuvent aussi jouer un rôle épurateur important pour les nitrates, phosphates et matières organiques (fonction de lagunage naturel).

Par contre les métaux lourds ou polluants organiques persistants peuvent s'accumuler dans les sédiments et contaminer le réseau trophique(bioaccumulation, bioconcentration…)

### Pollution des sols et rejets de méthane

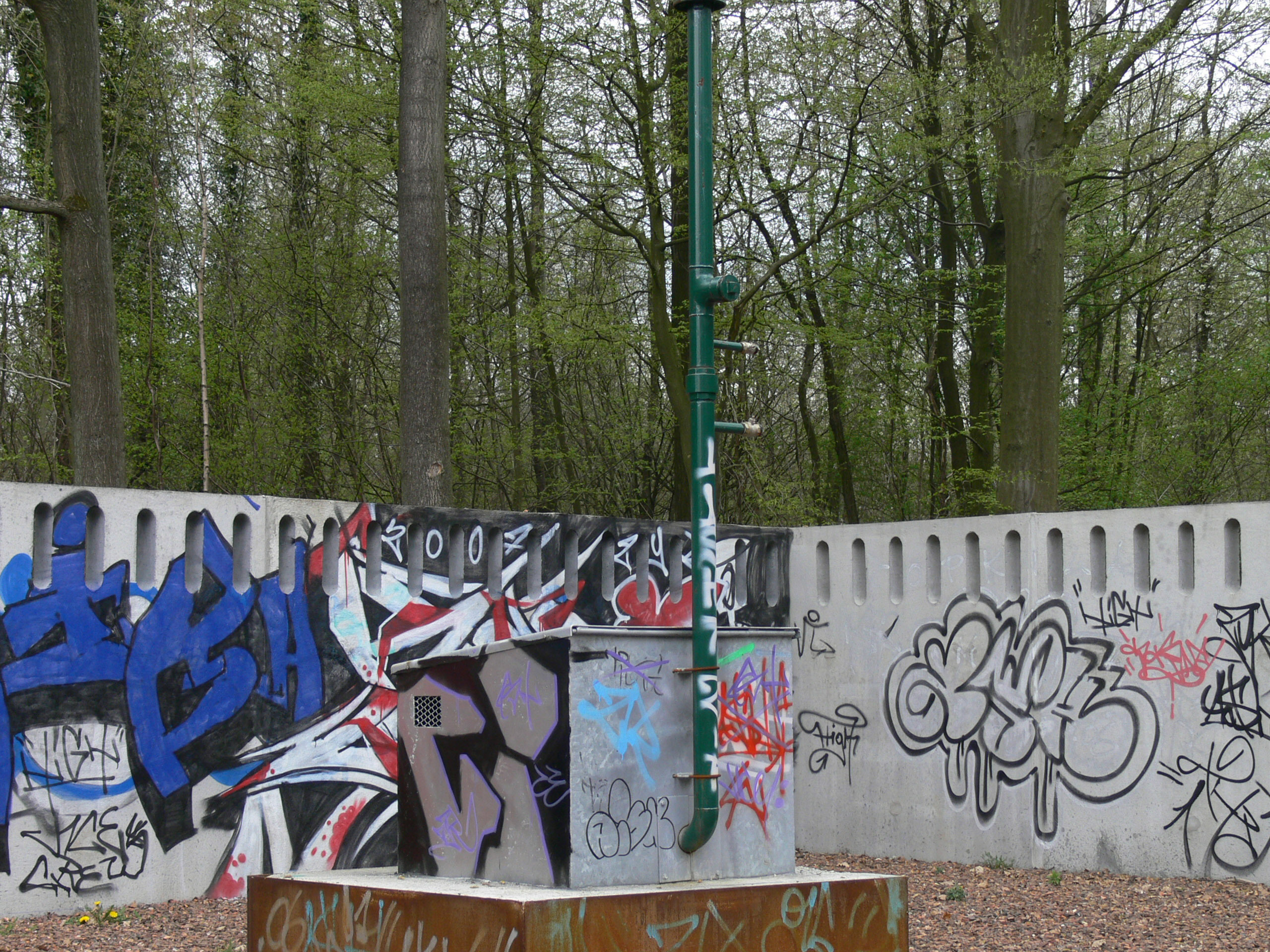
Station de surveillance du gaz résiduel (méthane) émanant du bassin minier du Nord Pas de Calais. En raison des affaissements et de la remontée progressive de la nappe, ce gaz est surveillé.

Il ne semble pas y avoir de problème d'acidification minière en France, mais ce phénomène peut avoir de graves conséquences là où il existe (sur un site aux États-Unis, un lac extrêmement acide (pH 1) s'est ainsi formé, l'acidité du milieu favorisant la circulation des métaux lourds toxiques).
Restent des problèmes liés à la pollution des sols et donc des nappes, et au fait que les affaissements ont souvent fracturé les réseaux de distribution d'eau potable et les réseaux d'égouts qui fuient abondamment.
Enfin dans les bassins houillers dont celui du Nord-Pas-de-Calais, une production continue de méthane (CH4, dit grisou en zone minière) perdurera longtemps. Dans le Nord de la France (plus grand bassin minier souterrain exploité du monde), une partie est récupérée par Méthamine (GIE racheté par Gazonor en 2007) et injectée dans le réseau de gaz, mais aux extrémités est et ouest du bassin, une certaine quantité de grisou s'enfuit probablement dans l'air, or le méthane est 21 fois plus actif pour l'effet de serre que le CO2.